# Geminos
Geminos från Rhodos, var en grekisk astronom och matematiker på 1:a århundradet f.Kr. Bland Geminos skrifter märks en kommentar till Poseidonios arbete Peri meteoron, i utdrag bevarat från 500-talet e. Kr. Verket utgavs i tysk översättning av K. Manitius 1898.

## Biografi
Inget är känt om Geminus liv. Det är inte ens säkert att han föddes på Rhodos, men referenser till berg på Rhodos i hans astronomiska verk tyder på att han arbetade där. Hans datum är inte heller kända med säkerhet. En passus i hans arbeten, som hänvisar till Annus Vagus (Vandrande år) i den egyptiska kalendern utgiven 120 år före hans egen tid, har använts för att antyda en datering till omkring 70 f. Kr. för hans skrift. Detta skulle överensstämma med idén om att han kan ha varit elev till Poseidonios, men en tid så sent som 50 e. Kr. har dock också föreslagits. 

## Vetenskapligt arbete

### Astronomi
Geminus enda verk som bevarats är hans Introduktion till fenomenet (grekiska: Εἰσαγωγὴ εἰς τὰ Φαινθμενα), ofta bara kallad Isagoge. Denna inledande astronomibok, baserad på verk av tidigare astronomer som Hipparchus, var avsedd att nybörjarbok i astronomi för studier i ämnet. I den beskriver Geminos zodiaken och solens rörelse, konstellationerna, den himmelska sfären, dagar och nätter, de zodiakala tecknens uppstigning och nedgång, solperioder och deras tillämpning på kalendrar, månens faser, förmörkelser, stjärnfaser, markzoner och geografiska platser och orimligheten med att göra väderprognoser med ledning av stjärnorna.
Han skrev också en kommentar till Poseidonios arbete om meteorologi. Fragment av denna kommentar bevaras av Simplicius i hans kommentar till Aristoteles fysik. 

### Matematik
Geminos skrev också mycket om matematik såsom en omfattande doktrin, (eller teori) om matematik. Även om detta arbete inte har bevarats, finns många extrakt av Proclus, Eutocius, och andra. Han delade in matematiken i två delar: mental (Grekiska: νοητθ) och observerbar (grekiska: αἰσθητά), eller med andra ord ren och Tillämpad. I den första kategorin placerade han geometri och aritmetik (inklusive talteori) och i den andra kategorin placerade han mekanik, astronomi, optik, geodesi, kanonik (musikalisk harmoni) och logistik. Långa utdrag av hans arbete finns också hos Al-Nayrizi i dennes kommentar till Euklides element. 

### Namngivning
Kratern Geminos på månen är uppkallad efter honom.